# Geographische Konferenz in Brüssel
Die geographische Konferenz in Brüssel fand auf Einladung des belgischen Königs, Leopold II., vom 12. bis 14. September 1876 im Königlichen Palast statt.

## Teilnehmer
Der Einladung Leopolds II. waren mehrere hochrangige Politiker, Wissenschaftler und Militärs aus Deutschland, Frankreich, Großbritannien, Italien, Österreich und Russland gefolgt. Dazu zählten beispielsweise Henry Creswicke Rawlinson als Präsident der Royal Geographical Society, Henry Bartle Frere, Rutherford Alcock, Ferdinand von Richthofen als Präsident der Geographischen Gesellschaft Berlin, Vizeadmiral Camille Clément de La Roncière-Le Noury als Präsident der Société de Géographie, Gustav Nachtigal, Gerhard Rohlfs, Victor de Compiègne, James Augustus Grant, Verney Lovett Cameron, Thomas Buxton als Präsident der Gesellschaft gegen Sklaverei und zum Schutz der Eingeborenen, John Kennaway als Präsident der Church Mission Society und der Unternehmer William Mackinnon.

## Verlauf
Die Konferenz sollte insgesamt einen humanitären Zweck verfolgen. Unter dem Vorsitz des russischen Geographen Pjotr Petrowitsch Semjonow-Tjan-Schanski wurde darüber beraten, wie Afrika verkehrstechnisch erschlossen, wie die Sklaverei abgeschafft und wie Eintracht zwischen den Häuptlingen hergestellt werden kann. Obwohl keine konkreten Beschlüsse festgelegt wurden, gründete man die Internationale Afrika-Gesellschaft (französisch Association Internationale Africaine, AIA), die die Entwicklung Afrikas koordinieren sollte. Zu deren Präsident ernannten die Konferenzteilnehmer einstimmig Leopold II.